# Senga (Geita)
Senga è una circoscrizione rurale (rural ward) della Tanzania situata nel distretto di Geita, regione di Geita. Conta una popolazione di 22 402 abitanti (censimento 2012).